# Staehelina
Staehelina es un género de plantas con flores perteneciente a la familia de las asteráceas, con taxonomía compleja, en el que se aceptan entre cinco y ocho especies, con distribución fundamentalmente mediterránea (Península ibérica hasta Irak).

## Especies
Especies aceptadas:
| - Staehelina baetica DC. - Staehelina corymbosa Thunb. - Staehelina dubia L. - Staehelina petiolata (L.) Hilliard & B.L.Burtt - Staehelina unifloscula Sibth. & Sm. - Staehelina solidaginoides Willd. ex Less. |

Algunas especies que tradicionalmente se han incluido en el género, actualmente se tienden a emplazar en otros, por ejemplo: Hirtellina fruticosa (L.) Dittrich (=Staehelina fruticosa (L.) L.); Hirtellina lobelii (DC.) Dittrich (=Staehelina apiculata Labill.); Lachnospermum imbricatum (Berg.) Hilliard (=Staehelina imbricata P.J.Bergius); etc.
Existe cierto número de especies cuya ubicación definitiva en el género permanece en litigio.